# Coussarea accedens
Coussarea accedens är en måreväxtart som beskrevs av Johannes Müller Argoviensis. Coussarea accedens ingår i släktet Coussarea och familjen måreväxter. Inga underarter finns listade i Catalogue of Life.